# Bernard Andrès
Pour les articles homonymes, voir Bernard Andrès (homonymie) et Andrès.
Bernard Andrès, né en 1949 à Oran (Algérie), est un professeur et écrivain québécois, membre de l'Académie des lettres du Québec.

## Biographie
Après des études dans sa ville natale, puis, en France, au Lycée J.-B. Corot de Savigny-sur-Orge (1962-1967), il s'inscrit à la Sorbonne en 1967. Il y obtient un Diplôme universitaire d'études littéraires-D.U.E.L. (1969), une licence ès lettres (1970), une maîtrise avec un mémoire sur « L'Humour verbal chez Boris Vian » (1971) et un doctorat avec une thèse intitulée « Dissolution et dislocation du personnage chez Claude Simon » (1973). Établi à Montréal en 1973, il devient professeur de lettres à l'Université du Québec à Montréal (UQAM) à partir de 1975. De 2001 à 2004, il y dirige le Centre d'études et de recherches sur le Brésil (CERB). Il est nommé professeur émérite en 2013. Depuis 2007, il est aussi chercheur associé au Centre de la Méditerranée moderne et contemporaine (CMMC) de l'Université Côte d'azur, à Nice.
Les travaux de Bernard Andrès portent sur divers sujets : l'œuvre de Claude Simon, la littérature canadienne de la fin du XVIIIe siècle et du début du XIXe siècle, notamment dans les journaux, les liens littéraires entre le Québec et le Brésil, ainsi que l'humour au Québec.
Bernard Andrès est également l'auteur de quelques romans et pièces de théâtre. Voir son site WEB.

## Œuvres

### Études littéraires et essais
- Profils du personnage chez Claude Simon, Paris, Éditions de Minuit, coll. « Critique », 1992, 284 p.  (ISBN 2-7073-1437-4)
- Écrire le Québec. De la contrainte à la contrariété. Essai sur la constitution des lettres, Montréal, XYZ éditeur, coll. « Documents », 2001 (édition revue et augmentée), 320 p.  (ISBN 2-89261-302-7) Traduction en portugais : Coerção e subversão. O Quebec e a América latina. Ensaio sobre a constituição das letras, Porto Alegre, Brésil, Universidade federal do Rio Grande do Sul Editora, 1999, 258 p.  (ISBN 85-7025-508-X)
- Histoires littéraires des Canadiens au XVIIIe siècle, Sainte-Foy (Québec), Presses de l’Université Laval, coll. « L’archive littéraire au Québec », série « Approches », 2012, 327 p.  (ISBN 978-2-7637-8608-7) Réédition en format poche chez le même éditeur  en 2020, 420 p.  (ISBN 978-2-7637-4824-5)
- L’humour des Poilus canadien-français dans la Grande Guerre, Presses de l’Université Laval, 2018, 186 p.  (ISBN 978-2-7637-3939-7)

### Ouvrages collectifs
- L’Identitaire et le littéraire dans les Amériques, Québec, Nota bene, coll. « Littérature(s) », 1999, 268 p. Avec Zila Bernd.  (ISBN 2-89518-021-0)
- Portrait des arts, des lettres et de l’éloquence au Québec (1760-1840), Sainte-Foy (Québec), Presses de l’Université Laval, « Collections de la République des lettres », série « Symposiums », 2002, 510 p. Avec Marc André Bernier.  (ISBN 2-7637-7883-6)
- La Conquête des lettres au Québec : 1759-1799, Sainte-Foy (Québec), Presses de l’Université Laval, « Collections de la République des lettres », série « Symposiums », 2007, 750 p.  (ISBN 978-2-7637-8496-0)
- Mythes et sociétés des Amériques, Montréal, Québec Amérique, 2007, 434 p. Avec Gérard Bouchard.  (ISBN 978-2-7644-0582-6)
- Atlas littéraire du Québec, Montréal, Fides, 2020, 500 p. Avec Pierre Hébert et Alex Gagnon.  (ISBN 9782762141245)
- Études littéraires et Humour Studies. Vers une humoristique francophone, Paris, Presses Sorbonne nouvelle, 2021, 169 p. Avec Yen-Maï Tran-Gervat  (ISBN 978-2-37906-048-9)
- D’Haïti aux Trois Amériques. Hommage à Maximilien Laroche, Québec, GRELCA, Collection « Essais » (no 22), 2021, 330 p.   Avec Zila Bernd et Vinesh Y. Hookoomsinh  (ISBN 978-2-922736-08-3)

### Éditions
- Les Mémoires de Pierre de Sales Laterrière suivi de Correspondances. Édition commentée, Montréal, Triptyque, 2003, 324 p. Édition de Bernard Andrès.  (ISBN 2-89031491-X)
- Journal du siège de Québec, du 10 mai au 18 septembre 1759 annoté par Aegidius Fauteux, Sainte-Foy (Québec), Presses de l’Université Laval, coll. « L’archive littéraire au Québec », série « Monuments », 2009, 246 p. Ill. Éditio revue, mise à jour et présentée par Bernard Andrès et Patricia Willemin-Andrès.  (ISBN 978-2-7637-8607-0)
- La Guerre de 1812 : journal de Jacques Viger, Sainte-Foy (Québec), Presses de l’Université Laval, coll. « L’archive littéraire au Québec », série « Monuments », 2012, 156 p. Ill. Édition présentée et commentée par Bernard Andrès, avec la collaboration de Patricia Willemin-Andrès.  (ISBN 9782763798240)

### Romans
- La Trouble-fête, Montréal, Leméac, coll. « Roman québécois », 1986, 257 p.  (ISBN 2760931048)
- D'ailleurs…, Montréal, XYZ éditeur, coll. « L'ère nouvelle », 1992, 125 p.  (ISBN 2892610559)
- L’Énigme de Sales Laterrière, Montréal, Québec Amérique, coll. « Tous continents », 2000, 871 p. Ill.  (ISBN 2-7644-0050-0)
- Fidel, d'Iberville et les autres, Montréal, Québec Amérique, coll. « Littératures d'Amérique », 2007, 215 p.  (ISBN 978-2-7644-0577-2)

### Pièces de théâtre
- La Doublure, Montréal, Guérin littérature, 1988, 99 p.  (ISBN 2760121992)
- Rien à voir, Montréal, XYZ éditeur, coll. « Théâtre / XYZ », 1992, 112 p. Ill.  (ISBN 2892610443)

### Articles et chapitres de livres (sélection)
- « La constitution des Lettres au Québec (Archéologie de l’institution aux XVIIe siècle et XVIIIe siècle) », dans Lise Gauvin et Jean-Marie Klinkenberg (sous la dir. de), Trajectoires. Littérature et institutions au Québec et en Belgique francophone, Bruxelles, Labor, coll. « Publications du Centre d’études québécoises de l’Université de Liège », no 2, 1985, p. 93-102.  (ISBN 2-8040-0063-X)
- « La réception de l’“étrange” au Québec. Pierre de Sales Laterrière (1743-1815) », dans Annette Hayward et Agnès Whitfield (sous la dir. de), Critique et littérature québécoise. Critique de la littérature / Littérature de la critique, Montréal, Triptyque, 1992, p. 199-216.
- « Le texte embryonnaire ou l’émergence du littéraire au Québec: 1764-1815 », Québec Studies, no 15, automne 1992-hiver 1993, p. 67-76.  (ISSN 0737-3759)
- « L'influence des livres : figures du savoir médical chez Pierre de Sales Laterrière et Philippe Aubert de Gaspé fils », Voix et images, no 57, printemps 1994, p. 466-486.  (ISSN 0318-9201)  (ISBN 2-89276-130-1)
- « Statut de l’intime et du vrai dans une littérature en émergence : les cas des Mémoires de Pierre de Sales Laterrière (1743-1815) », Tangence, no 45, octobre 1994, p. 91-106.  (ISSN 0226-9554)
- « La génération de la Conquête : un questionnement de l’archive », Voix et images, no 59, hiver 1995, p. 274-293.  (ISSN 0318-9201)  (ISBN 2-89276-139-5)
- « Québec : paradigme littéraire et éclosion culturelle à la fin du XVIIIe siècle », Tangence, no 51, mai 1996, p. 67-80.
- « Du faux épistolaire : Pierre-Joseph-Antoine Roubaud et les Lettres de Monsieur le Marquis de Montcalm […] écrites dans les années 1757, 1758, 1759 », dans Georges Bérubé et Marie-France Silver (sous la dir. de ), La lettre au XVIIIe siècle et ses avatars. Actes du Colloque international tenu au Collège universitaire Glendon. Université York. Toronto (Ontario) Canada. 29 avril - 1er mai 1993, Toronto, Éditions du Gref, coll. « Dont actes », no 14, 1996, p. 231-248.  (ISBN 0-921916-60-4)
- « Valentin Jautard et la création poétique à la Gazette littéraire de Montréal (1778-1779) », dans Jean Macary (sous la dir. de), Francographie. Création et réalité d’expression française, New York, Société des professeurs français et francophones d’Amérique (SPFFA), 1996, tome 2, p. 95-105.
- « Archéologie de la comédie et du théâtre lyrique au Québec : Joseph Quesnel (1746-1809) », Artexto, Revista do Departamento de Letras et Artes, Fondação Universidade do Rio Grande, no 8, 1997, p. 11-26.
- « Le phénomène de la double naissance », Les Cahiers d’histoire du Québec au XXe siècle, no 9, printemps 1998, p. 8-17.  (ISSN 1195-9908)
- « Originaux et détraqués de la fin du XVIIIe siècle québécois », Tangence, no 57, mai 1998, p. 53-71.  (ISSN 0226-9554)
- « Épistolaire et pensée des Lumières au Québec et au Bas-Canada (1784-1793) », dans Benoît Melançon (sous la dir. de), Penser par lettre. Actes du colloque d’Azay-le-Ferron (mai 1997), Montréal, Fides, 1998, p. 189-203.  (ISBN 2-7621-2018-7)
- « Les manuscrits d’un Albigeois : de la signature maçonnique dans les pétitions québécoises de Pierre de Sales Laterrière (1778-1782) », dans Jacinthe Martel et Robert Melançon (sous la dir. de), Inventaire, lecture, invention. Mélanges de critique et d’histoire littéraires offerts à Bernard Beugnot, Montréal, Université de Montréal, Département d’études françaises, coll. « Paragraphes », no 18, 1999, p. 119-152. Ill.  (ISBN 2-921447-11-8)  (ISSN 0843-5235)
- « Les lettres d’avant la Lettre. Double naissance et fondation », Littérature, no 113, mars 1999, p. 22-35.
- « La passion du combat dans les lettres de Pierre du Calvet (1779-1784) », dans Manon Brunet (sous la dir. de), Érudition et passion dans les écritures intimes, Québec, Nota bene, coll. « Littérature(s) », 1999, p. 17-27.
- « Les aventuriers des lettres au Québec et en Nouvelle-Angleterre à la fin du XVIIIe siècle », dans Michel Gaulin et Pierre-Louis Vaillancourt (sous la dir. de), L’aventure des lettres. Mélanges en l’honneur de Roger Le Moine, Orléans, Éditions David, 1999, p. 27-48.
- « Natureza e fronteiras da narrativa em um corpus em emergência (1764-1839) », dans Alain Bélanger, Nubia Hanciau et Sylvie Dion (sous la dir. de), A América francesa : introdução à cultura quebequense, Rio Grande, Editora da FURG, 1999, p. 381-398.
- « Y a-t-il un intellectuel dans le siècle ? ou Penser au Québec à la fin du XVIIIe siècle », dans Manon Brunet et Pierre Lanthier (sous la dir. de), L’inscription sociale de l’intellectuel, Sainte-Foy (Québec) et Paris, Presses de l’Université Laval et l’Harmattan, 2000, p. 43-60.  (ISBN 2-7637-7684-1)
- « Le fantasme du champ littéraire dans la Gazette de Montréal (1778-1779) », Études françaises, vol. 36, no 3, 2000, p. 9-26.  (ISSN 0014-2085)  (ISBN 2-7606-2349-1)
- « Sobre as utopias quebecenses : das Luzes ås revoluções continentais », dans Laura P. Zuntini de Izarra (sous la dir. de), A literature da virada do século : fim das utopias ?, São Paulo, Brésil, Humanitas FFLCH/USP-FAPESP, 2001, p. 15-33.
- « Joseph de Nancrède et la presse française d’Amérique au temps de la Gazette de Montréal (1780-1800) », Les Cahiers des Dix, no 55, 2001, p. 175-190.
- « À l’orient du septentrion, ou Zélim dans la Gazette littéraire de Montréal (1778-1779) », Tangence, no 65, hiver 2001, p. 60-69.
- « Jacques Grasset de Saint-Sauveur (1757-1810), aventurier du livre et de l’estampe : première partie : la lettre de 1785 au comte de Vergennes », Les Cahiers des Dix, no 56, 2002, p. 193-215.
- « L’imaginaire de l’archive », dans Marc André Bernier (sous la dir. de), Archive et poétique de l’invention, Québec, Nota bene, 2003.
- « Quelle latino-américanité pour le Québec et le Brésil ? », dans Géographie et cultures (dossier «Métropoles des Amériques»), Paris, L’Harmattan, 2003.
- « Jacques Grasset de Saint-Sauveur (1757-1810), aventurier du livre et de l’estampe : deuxième partie : du costume à la tenue d’Ève », Les Cahiers des Dix, no 57, 2003, p. 323-352.
- « Québec, 1770-1790 : une province en rumeurs », Les Cahiers des Dix, no 59, 2005.
- « Pour une juste mémoire de l’archive canadienne du XVIIIe siècle », Tangence, no 78, été 2005, p. 9-19.
- « Pierre Le Moyne d'Iberville (1706-2006) : trois siècles à hue et à dia », Les Cahiers des Dix, no 60, 2006.
- « L’invention du XVIIIe siècle canadien », Lumen. Travaux choisis de la Société canadienne d’étude du dix-huitième siècle. Selected Proceedings from the Canadian Society for Eighteenth-Century Studies, no XXVI, 2007, p. 1-20.  (ISSN 1209-3696) (OCLC 500728947)
- « Québec, 1759 : chroniques d’une ville assiégée (1re partie : de 1628 à 1711) », Les Cahiers des Dix, no ,61, 2007.
- « De Montréal aux Échelles du Levant. Jacques Grasset de Saint-Sauveur (1757-1810) », Cahiers de la Méditerranée, no 75, 2007, p. 133-143.
- « Québec : chroniques d’une ville assiégée (IIe partie : 1759) », Les Cahiers des Dix, no 62, 2008.
- « L’humain fait monstre chez Pierre de Sales Laterrière (1743-1815) et Jacques Grasset de Saint-Sauveur (1757-1810) », Tangence, no 91, automne 2009.
- « L’archéologue des lettres québécoises. Jacques Viger et son réseau (1787-1858) », Revue d’histoire littéraire de la France, vol. 111, no 1, janvier 2011.  (ISSN 0035-2411)
- « Lumières encyclopédiques et lumière maçonnique au Québec aux XVIIIe et XIXe siècles », Interfaces Brasil/Canadá, vol. 12, no 15, 2012, p. 155-181.  (ISSN 1984-5677)
- « Pierre de Sales Laterrière : mémoires et oublis », dans François Charbonneau (sous la dir. de), Figures de pensée. Vingt-cinq portraits de lucidité et de courage, Montréal, Liber, 2014.  (ISBN 978-2-89578-412-8)
- « Aux sources du républicanisme québécois », in Charles-Philippe-Courtois et Julie Guyot (dir.), La culture des Patriotes, Québec, Les éditions du Septentrion, 2012, p. 25-42  (ISBN 978-2-89448-702-0)
- « Le Québec et la laïcité en 2012 », Gragoatá. Revista dos programmas de Pós-Graduação do Instituto de Letras, Universidade Federal Fluminenese, Niteroi, Brésil, no 33, 2012, p. 121-135
- « Faiblesses et dangers de la ‘laïcité ouverte’ », in Daniel Baril et Yvan Lamonde (dir.), Pour une reconnaissance de la laïcité au Québec. Enjeux philosophiques, politiques et juridiques, Québec, Les Presses de l’Université Laval, 2013, p. 77-83.
- « La guerre de Sept Ans et la fin de la Nouvelle-France dans la littérature », in Laurent Veyssière, La Nouvelle-France en héritage, Tome 2, Paris, Armand Colin/Recherches, 2013, p. 331-345  (ISBN 978-2-200-28766-5)
- « Le Fauteuil et l'agent double », in Jonathan Livernois, Les affluents partagés. À propos de l'oeuvre d'Yvan Lamonde, Les Presses de l’Université Laval, 2013, p. 79-93.  (ISBN 978-2-7637-1851-4)
- « Ditos e delírios comemorativos do 400o aniversário de fundação de Quebec ao 250o aniversário de sua tomada pelos ingleses », dans Nubia Hanciau et Sylvie Dion, A literatura na historia. Historia na littérature, Rio Grande, Brésil, Editora da FURG,  2013, p. 65-96.
- « L’humour ‘sauvage’ : notes sur l’esprit des Montagnais en 1634 », Les Cahiers des Dix, Québec, 2013, no 67, p. 1-23.
- « Du Calvet, Pierre (1735-1786) »; « Mesplet, Fleury (1734-1794) », dans  Michel Lacroix, Yvan Lamonde, Marie-Andrée Bergeron, et Jonathan Livernois (dir.), Dictionnaire des intellectuel.les au Québec, Les Presses de l’Université de Montréal, 2017, p. 126-127 et 233-234.
- « Le temps premier du récit québécois », in Zilá Bernd, Patrick Imbert et Rita Olivieri-Godet (dir.), Espaces et littératures des Amériques : mutation, complémentarité, partage, Les Presses de l’Université Laval, collection Américana, 2018, p. 65-86.
- « La Plume et le Compas : notes sur la franc-maçonnerie dans les lettres québécoises » in Déchiffrer l'Amérique. Mélanges offerts à Józef Kwaterko (sous la dir. de Sylwia Sawicka et Michał Obszyński), Wydawnictwa Uniwersytetu Warszawskiego/Presses de l'Université de Varsovie, Warszawa, 2020, pp. 39-54.
- « L’archive littéraire : document et monument », in  Pierre Hébert, Bernard Andrès et Alex Gagnon (dir.), Atlas littéraire du Québec, Montréal, Fides, 2020, p. 10-12.
- « Pierre de Sales Laterrière (1743-1815) : aventurier des lettres », in  Pierre Hébert, Bernard Andrès et Alex Gagnon (dir.), Atlas littéraire du Québec, Montréal, Fides, 2020, p. 21-22.
- « Humour et littérature (XVIIe – XVIIIe siècles) », in  Pierre Hébert, Bernard Andrès et Alex Gagnon (dir.), Atlas littéraire du Québec, Montréal, Fides, 2020, p. 380-382.
- « Humour et satire au XIXe siècle », in  Pierre Hébert, Bernard Andrès et Alex Gagnon (dir.), Atlas littéraire du Québec,Montréal, Fides, 2020 p. 382-384.
- « Humour et littérature (1900-1960) », in  Pierre Hébert, Bernard Andrès et Alex Gagnon (dir.), Atlas littéraire du Québec, Montréal, Fides, 2020, p. 384-386.
- « Humour et littérature, depuis 1960 », in  Pierre Hébert, Bernard Andrès et Alex Gagnon (dir.), Atlas littéraire du Québec, Montréal, Fides, 2020, p. 386-388.
- « Filiations et apories de l’humour québécois », , in Études littéraires et Humour Studies. Vers une humoristique francophone, sous la direction de Bernard Andrès et Yen-Maï Tran-Gervat, Paris, Presses Sorbonne nouvelle, 2021, p. 49-66.
- « Prosopopée entre nos rives : à toi, Maxi », in  Zila Bernd, Bernard Andrès, Vinesh Y. Hookoomsinh, dir., D’Haïti aux Trois Amériques. Hommage à Maximilien Laroche, Québec, GRELCA, Collection « Essais » (no 22), 2021, p. 31-38.
- « Modeste proposition pour aider les antivax à assumer pleinement leur liberté de choix et à se libérer enfin d’un totalitarisme qui les opprime honteusement », Argument. Politique, société, histoire, 28 janvier 2022 (en ligne)[9]
- « Luc de La Corne Saint-Luc, d’un naufrage à l’autre », Le Devoir, 6 août 2022 (en ligne) [10]
- « La proto-laïcité du Québec », Le Devoir, 11 novembre 2022 (en ligne)[11]

## Distinctions
- 1996 - Membre de la Royal Society for the encouragement of Arts (RSA) de Londres
- 2000 - Prix Marcel-Couture pour L'énigme de Sales Laterrière
- 2000 - Membre de la Société des Dix
- 2001 - Membre de la Société royale du Canada
- 2001 - Finaliste du Prix des libraires du Québec pour L'énigme de Sales Laterrière
- 2004 - Bourse Killam
- 2012 - Prix Gabrielle-Roy pour Histoires littéraires des Canadiens au XVIIIe siècle
- 2019 - Prix du Livre d'humour de résistance pour L’humour des Poilus canadien-français dans la Grande Guerre[12]
- 2023 - Élu membre de l'Académie des lettres du Québec [13]

## Sources
- Benoît Melançon, « État de la recherche canadienne sur la littérature française du 18e siècle », Dix-huitième siècle, no 30, 1998, p. 233-243.  (ISSN 0070-6760)  (ISBN 2-13-049855-8)